# تشارلز نافارو
تشارلز نافارو (بالإنجليزية: Charles Navarro)‏ هو سياسي أمريكي، ولد في 19 يناير 1904 في نيويورك في الولايات المتحدة، وتوفي في 9 سبتمبر 2005.